# クリス・ベアード
クリストファー・パトリック・"クリス"・ベアード（Christopher Patrick "Chris" Baird, 1982年2月25日 - ）は、北アイルランド・アントリム県バリマニー区ラシャーキン出身の元同国代表サッカー選手。現役時代のポジションはDF、MF。

## 経歴

### サウサンプトン
母国北アイルランドのバリーメナ・ユナイテッドFCでキャリアを始め、1998年にサウサンプトンFCの下部組織に移籍した。2003年3月22日に本拠地セント・メリーズ・スタジアムで行われアストン・ヴィラFCと引き分けた一戦で、86分にデイヴィッド・プラットンとの交代でプレミアリーグデビューした。自身2度目の出場となった5月7日のアーセナルFC戦では6-1と大敗。リーグ最終戦のマンチェスター・シティFC戦で初めてスタメンに名を連ねた。一週間後に開催されたFAカップ決勝ではまたもアーセナルの前に敗退を喫したが、自身はセインツのマンオブザマッチに選出された。
同年9月26日、ディヴィジョン1のウォルソールFCに期限付き移籍。2004年3月17日、1か月間のローンでワトフォードFCに加入した。
2003-04シーズンはリーグ4試合の出場に留まり、翌シーズンに至っては全く出場機会を得られなかった。クラブがチャンピオンシップに降格して迎えた2005-06シーズンはリーグ16試合に出場し、当時のジョージ・バーリー監督によってベストプレイヤーとして称賛された。
2006年11月25日のルートン・タウンFC戦で自身初となるゴールを決めた。2006-07シーズンは主にセンターバックとしてレギュラーでプレーし、シーズン終了後にはクラブの最優秀選手に選出された。

### フラム
2007年7月12日、302.5万ポンドの移籍金でフラムFCに加入した。アーロン・ヒューズとブレデ・ハンゲランという故障の少ないCB2人の前に時として余剰戦力となったが、当時の監督であるロイ・ホジソンによって長いシーズンにおける不可欠な選手として多才な能力を見出された。初めての穴埋め役として、ジョン・ペイントシルが負傷離脱した時には右サイドバックのポジションを補って余りあるプレーを見せた。2009-10シーズンにはディクソン・エトゥフやダニー・マーフィーが故障して手薄となったセンターハーフの役割を担い、彼らが復帰してからは再び右サイドバックで起用された。UEFAヨーロッパリーグ 2009-10決勝ではアトレティコ・マドリードに敗れたが、ペイントシルが快復していたにも関わらず同ポジションでフル出場した。
2010年9月14日、2013年夏まで契約を延長した。同年12月28日にブリタニア・スタジアムで行われたストーク・シティFC戦で移籍後初ゴールを記録、その後2点目も挙げ2-0での勝利に貢献した。この2点目のゴールは、ファン投票によってムサ・デンベレに次ぐシーズン第2位のゴールに選出された。2ゴール共に長距離から決めたものであり、多くのフラムサポーターからロナウジーニョに因み「Bairdinho」と呼ばれるようになった。2011年5月11日、クレイヴン・コテージでリヴァプールFCに2-5で敗れた試合において、ディルク・カイトに対するファウルでイエローカードを受けた際にリー・メイソン主審に対し侮蔑的なVサインを示したとして懲戒処分となった。リーグ残り2戦はフィリップ・センデロスがベアードに代わって出場した。
マルティン・ヨルが新監督に就任した2011-12シーズンは不本意なものに終わった。シーズン当初は出場機会を得ることに苦労し、好調であった右サイドバックのスティーヴン・ケリーが故障したことはチャンスであった。しかしベアードのユーティリティ性故にベンチに座ることが殆どであり、センターハーフ、右サイドバック、時にはセンターバックの優秀な控えという立ち位置であった。翌シーズンは、ケリーの不振やマアマドゥ・ディアッラの故障に加えマーフィーやデンベレ、エトゥフの移籍によりスティーヴ・シドウェルとセンターハーフでコンビを組みレギュラーの座を掴んだ。2012年10月11日のアストン・ヴィラFC戦で113試合振りにゴールを決め1-0で勝利し、翌週のレディングFCと3-3のドローとなった試合でもヘディングシュートを決めた。シーズン終了後、クラブは選手を大量放出しベアードはその12人の一人としてフラムを退団した。クイーンズ・パーク・レンジャーズFCやブラックプールFC、ボルトン・ワンダラーズFCといったクラブからの関心が報道された。

### レディング、バーンリー、WBA
QPRで2週間トレーニングを行い契約オファーを受けたものの、2013年9月20日にレディングFCと2014年1月までの契約を結んだ。プライド・パークに乗り込み3-1で勝利したダービー・カウンティFCとの試合で移籍後初出場となった。
翌年1月にレディングを去り、3月20日にバーンリーFCと5月までの短期契約を交わした。7月7日、ウェスト・ブロムウィッチ・アルビオンFCに1年契約で加入し再びプレミアリーグでプレーすることとなった。

### ダービー
WBA退団後の2015年6月19日、ダービー・カウンティFCと2年間の契約を結んだ。同クラブではキャプテンを務める。2017年4月26日にはクラブとの契約を1年延長した。2017-18シーズン限りでプライド・パークを去った。

### 現役引退
2019年2月7日、北アイルランドサッカー協会より現役引退が発表された。

## 代表歴
2003年6月3日に行われたイタリア戦で北アイルランド代表デビューを飾った。以後レギュラーとして代表でプレーしている。
2015年9月7日のEURO2016予選・ハンガリー戦 (1-1) で後半38分に退場処分となった。1度目のファウルがアドバンテージと判定されプレーオンとなった後に2度目のファウルで笛が吹かれ、主審から同時に2枚のイエローカードを提示されたことによるものであった。
2016年8月17日、クラブでのプレーに専念するため代表から引退することを表明した。

## タイトル
- サウサンプトンFCファン選出年間最優秀選手 : 2006-07